# Dones esmorzadores
Dones esmorzadores  és una iniciativa feminista originada a València el 2019 que vol reivindicar una tradició valenciana, com és l'esmorzar valencià, un menjar tradicionalment majoritàriament per homes. El col·lectiu promotor, a la recerca d'una major visibilitat i igualtat, han trencat amb un estereotip tan marcat en la societat valenciana, i mostren a través dels seus desplaçaments els millors llocs per a esmorzar a València, i el plaer sensorial que obtenen en gaudir d'este ritual gastronòmic valencià.
El moviment, amb perspectiva feminista, va sorgir en 2019 en les xarxes socials entre les dones que volien reivindicar el seu espai en un entorn tradicionalment masculí. Per això, a través de la difusió en els comptes de Twitter o Instagram, mostren a les persones esmorzars contundents dels llocs més icònics de València, i consagren la figura de la dona a través d'imatges o vídeos del grup de dones i missatges inclusius. A més, fomenten la comunitat i la unió de les dones en la satisfacció d'estatradició gastronòmica. En les seues xarxes socials organitzen les trobades amb la comunitat, a través de missatges informatius, com el lloc, ubicació, l'hora, i realitzen quedades grupals en els diferents llocs. En finalitzar l'esdeveniment, recomanen els millors locals per a gaudir d'un bon esmorzar. Tot això, ho complementen amb informació positiva del lloc, com els tipus d'entrepans que t'ofereixen, rang de preus, localització, el tracte rebut pels treballadors, etc. En la majoria dels seus vídeos solen incloure música o animacions per a fomentar la interactivitat amb l'audiència. Els desplaçaments són per tota la Comunitat Valenciana, amb grups de dones distribuïts per les tres províncies.
Els principals objectius d'esta iniciativa és impulsar una major presència de les dones en esta tradició gastronòmica, la seua participació en els diferents premis que s'atorguen en l'àmbit dels esmorzars, i donar a conèixer els locals de referència en els diferents pobles i municipis valencians. Este moviment està plenament adaptat al món digital, on pugen continguts únics dels esmorzars més típics, amb una documentació exhaustiva a través d'informació escrita o contingut audiovisual, amb fotos i vídeos del local, l'entrepà, dels ingredients, i del grup de dones que gaudeix de l'esmorzar.
Un dels esdeveniments més icònics que van realitzar va ser el 3 de juny de 2023 a Alaquàs, a l'Horta Sud, al "Primer Esmorzar Valencià dels Dones Alaquaseres". Més de 100 persones van acudir per a reivindicar la figura de la dona en una de les tradicions gastronòmiques valencianes més importants, com és l'esmorzar. La vinoteca Larosa va ser el lloc triat per a l'activitat, i on es van degustar els entrepans. Dones i homes es van unir per a fomentar la inclusió de la dona, i el gaudi d'un esmorzar de qualitat. Diverses organitzacions i associacions alimentàries van acudir a l'esdeveniment en suport a visibilitzar a les dones en el terreny gastronòmic.
El moviment també ha estat involucrat en diferents accions per a col·laborar amb els afectats per la DANA a València. Així, van decidir anar a locals de municipis afectats i fer una contribució econòmica a través dels esmorzars. El 23 de febrer de 2025 van ajudar a l'hostaleria afectada per la riuada, amb un grup de dones que van esmorzar i van col·laborar en el bar Blue Panther, Picanya. A més, van fer una passejada amb les explicacions de l'alcalde del municipi danyat. Com a mostra de respecte i empatia amb les zones més afectades, realitzen una ruta pels bars més danyats per la gota freda.
Els Premis Cacau d'Or  les reconegueren amb un esment especial a huit dones esmorzadores pel seu treball de visibilitat de les dones en un àmbit restringit majoritàriament a homes. Les dones premiades en la gala de 2024 van ser les periodistes Isabel Olmos i Carmen Amoraga, les dissenyadores Noema Ortí i Olga Carreras, la mestra Noelia Llorens, l'activista Amparo Domingo, la historiadora Esther López i la regidora de l'Ajuntament de València Maite Ibáñez. Totes elles van ser reconegudes per la tasca d'exposició de la cultura valenciana i el seu entusiasme per l'esmorzar.